# Herb Murowanej Gośliny
Herb Murowanej Gośliny – jeden z symboli miasta Murowana Goślina i gminy Murowana Goślina w postaci herbu.

## Wygląd i symbolika
Herb przedstawia w błękitnym polu tarczy srebrny (biały) pas skośnie w lewo, a na nim trzy róże koloru czerwonego. 
Miasto posiada również herb wielki, którego tarcza trzymana jest przez anioła w szacie czerwonej, szarfie, kryzie, aureoli złotej i włosach takowyż.
Herb nawiązuje do rodowego herbu niegdysiejszych właścicieli miasta, rodziny Rozdrażewskich – Doliwa.